# Apheliona indica
Apheliona indica är en insektsart som beskrevs av Irena Dworakowska och Sohi 1978. Apheliona indica ingår i släktet Apheliona och familjen dvärgstritar. Inga underarter finns listade i Catalogue of Life.